# Éliminatoires de la Coupe du monde féminine de football 2011 : zone Europe
Le tirage au sort du tour des éliminatoires de la Coupe du monde féminine de football 2011 a eu lieu au siège de l'UEFA à Nyon, le mardi 17 mars 2009. 7 groupes de 5 équipes et 1 groupe de 6 équipes sont formés. Les premiers de chaque poule se rencontreront en matches de barrages les 11-12 et 15-16 septembre 2010 pour obtenir l'une des quatre places automatiques pour la phase finale. Les perdantes de ces barrages se mesureront ensuite le mois suivant afin de déterminer la cinquième équipe qui affrontera une sélection de la zone CONCACAF pour gagner le dernier billet pour l'Allemagne.

## Premier tour

### Groupe 1
| Rang | Équipe          | Pts | J  | G  | N | P | Bp | Bc | Diff |  | Résultats (▼ dom., ► ext.) |     |      |     |     |     |     |
| ---- | --------------- | --- | -- | -- | - | - | -- | -- | ---- |  | -------------------------- | --- | ---- | --- | --- | --- | --- |
| 1    | France          | 30  | 10 | 10 | 0 | 0 | 50 | 0  | +50  |  | Croatie                    |     | 0-3  | 0-7 | 0-1 | 0-3 | 1-2 |
| 2    | Islande         | 24  | 10 | 8  | 0 | 2 | 33 | 3  | +30  |  | Estonie                    | 1-1 |      | 0-6 | 2-1 | 0-5 | 1-0 |
| 3    | Irlande du Nord | 11  | 10 | 3  | 2 | 5 | 8  | 16 | -8   |  | France                     | 3-0 | 12-0 |     | 6-0 | 2-0 | 7-0 |
| 4    | Serbie          | 9   | 10 | 2  | 3 | 5 | 7  | 19 | -12  |  | Irlande du Nord            | 3-1 | 3-0  | 0-4 |     | 0-1 | 0-0 |
| 5    | Estonie         | 10  | 10 | 3  | 1 | 6 | 7  | 44 | -37  |  | Islande                    | 3-0 | 12-0 | 0-1 | 2-0 |     | 5-0 |
| 6    | Croatie         | 2   | 10 | 0  | 2 | 8 | 4  | 27 | -23  |  | Serbie                     | 1-1 | 4-0  | 0-2 | 0-0 | 0-2 |     |

La France est qualifiée pour le second tour.

### Groupe 2
| Rang | Équipe            | Pts | J | G | N | P | Bp | Bc | Diff |  | Résultats (▼ dom., ► ext.) |     |      |     |     |     |
| ---- | ----------------- | --- | - | - | - | - | -- | -- | ---- |  | -------------------------- | --- | ---- | --- | --- | --- |
| 1    | Norvège           | 22  | 8 | 7 | 1 | 0 | 39 | 2  | +37  |  | Biélorussie                |     | 6-0  | 0-5 | 0-4 | 2-0 |
| 2    | Pays-Bas          | 17  | 8 | 5 | 2 | 1 | 30 | 7  | +23  |  | Macédoine du Nord          | 1-6 |      | 0-7 | 0-7 | 1-6 |
| 3    | Biélorussie       | 13  | 8 | 4 | 1 | 3 | 17 | 14 | +3   |  | Norvège                    | 3-0 | 14-0 |     | 3-0 | 1-0 |
| 4    | Slovaquie         | 6   | 8 | 2 | 0 | 6 | 15 | 13 | +2   |  | Pays-Bas                   | 1-1 | 13-1 | 2-2 |     | 2-0 |
| 5    | Macédoine du Nord | 0   | 8 | 0 | 0 | 8 | 3  | 68 | -65  |  | Slovaquie                  | 0-2 | 9-0  | 0-4 | 0-1 |     |

La Norvège est qualifiée pour le second tour.

### Groupe 3
| Rang | Équipe   | Pts | J | G | N | P | Bp | Bc | Diff |  | Résultats (▼ dom., ► ext.) |     |     |     |      |     |
| ---- | -------- | --- | - | - | - | - | -- | -- | ---- |  | -------------------------- | --- | --- | --- | ---- | --- |
| 1    | Danemark | 20  | 8 | 6 | 2 | 0 | 45 | 0  | +45  |  | Bulgarie                   |     | 0-0 | 0-5 | 5-0  | 0-1 |
| 2    | Écosse   | 19  | 8 | 6 | 1 | 1 | 24 | 5  | +19  |  | Danemark                   | 9-0 |     | 0-0 | 15-0 | 7-0 |
| 3    | Grèce    | 9   | 8 | 3 | 0 | 5 | 11 | 20 | -9   |  | Écosse                     | 8-1 | 0-1 |     | 3-1  | 4-1 |
| 4    | Bulgarie | 8   | 8 | 2 | 2 | 4 | 9  | 25 | -16  |  | Géorgie                    | 1-1 | 0-7 | 1-3 |      | 0-3 |
| 5    | Géorgie  | 1   | 8 | 0 | 1 | 7 | 3  | 42 | -39  |  | Grèce                      | 1-2 | 0-6 | 0-1 | 5-0  |     |

Le Danemark est qualifié pour le second tour.

### Groupe 4
| Rang | Équipe             | Pts | J | G | N | P | Bp | Bc | Diff |  | Résultats (▼ dom., ► ext.) |     |     |     |     |     |
| ---- | ------------------ | --- | - | - | - | - | -- | -- | ---- |  | -------------------------- | --- | --- | --- | --- | --- |
| 1    | Ukraine            | 17  | 8 | 5 | 2 | 1 | 24 | 9  | +15  |  | Bosnie-Herzégovine         |     | 0-2 | 0-4 | 0-5 | 0-5 |
| 2    | Pologne            | 16  | 8 | 5 | 1 | 2 | 18 | 9  | +9   |  | Hongrie                    | 2-0 |     | 4-2 | 1-1 | 1-1 |
| 3    | Hongrie            | 15  | 8 | 4 | 3 | 1 | 15 | 10 | +5   |  | Pologne                    | 1-0 | 0-0 |     | 2-0 | 4-1 |
| 4    | Roumanie           | 8   | 8 | 2 | 2 | 4 | 14 | 13 | +1   |  | Roumanie                   | 4-0 | 2-3 | 1-4 |     | 0-0 |
| 5    | Bosnie-Herzégovine | 0   | 8 | 0 | 0 | 8 | 0  | 30 | -30  |  | Ukraine                    | 7-0 | 4-2 | 3-1 | 3-1 |     |

L'Ukraine est qualifiée pour le second tour.

### Groupe 5
| Rang | Équipe     | Pts | J | G | N | P | Bp | Bc | Diff |  | Résultats (▼ dom., ► ext.) |     |     |      |     |     |
| ---- | ---------- | --- | - | - | - | - | -- | -- | ---- |  | -------------------------- | --- | --- | ---- | --- | --- |
| 1    | Angleterre | 22  | 8 | 7 | 1 | 0 | 30 | 2  | +28  |  | Angleterre                 |     | 3-0 | 1-0  | 8-0 | 3-0 |
| 2    | Espagne    | 19  | 8 | 6 | 1 | 1 | 37 | 4  | +33  |  | Autriche                   | 0-4 |     | 0-1  | 6-0 | 4-0 |
| 3    | Autriche   | 10  | 8 | 3 | 1 | 4 | 14 | 12 | +2   |  | Espagne                    | 2-2 | 2-0 |      | 9-0 | 5-1 |
| 4    | Turquie    | 7   | 8 | 2 | 1 | 5 | 10 | 23 | -13  |  | Malte                      | 0-6 | 0-2 | 0-13 |     | 0-2 |
| 5    | Malte      | 0   | 8 | 0 | 0 | 8 | 1  | 51 | -50  |  | Turquie                    | 0-3 | 2-2 | 0-5  | 5-1 |     |

L'Angleterre est qualifiée pour le second tour.

### Groupe 6
| Rang | Équipe               | Pts | J | G | N | P | Bp | Bc | Diff |  | Résultats (▼ dom., ► ext.) |     |     |     |     |     |
| ---- | -------------------- | --- | - | - | - | - | -- | -- | ---- |  | -------------------------- | --- | --- | --- | --- | --- |
| 1    | Suisse               | 21  | 8 | 7 | 0 | 1 | 28 | 6  | +22  |  | République d'Irlande       |     | 3-0 | 2-1 | 1-1 | 1-2 |
| 2    | Russie               | 19  | 8 | 6 | 1 | 1 | 30 | 6  | +24  |  | Israël                     | 0-3 |     | 1-0 | 1-6 | 1-2 |
| 3    | République d'Irlande | 10  | 8 | 3 | 1 | 3 | 12 | 10 | +2   |  | Kazakhstan                 | 1-2 | 0-1 |     | 0-6 | 2-4 |
| 4    | Israël               | 6   | 8 | 2 | 0 | 6 | 4  | 24 | -20  |  | Russie                     | 3-0 | 4-0 | 8-0 |     | 0-3 |
| 5    | Kazakhstan           | 0   | 8 | 0 | 0 | 8 | 4  | 32 | -28  |  | Suisse                     | 2-0 | 6-0 | 8-0 | 1-2 |     |

La Suisse est qualifiée pour le second tour.

### Groupe 7
| Rang | Équipe   | Pts | J | G | N | P | Bp | Bc | Diff |  | Résultats (▼ dom., ► ext.) |     |     |     |     |     |
| ---- | -------- | --- | - | - | - | - | -- | -- | ---- |  | -------------------------- | --- | --- | --- | --- | --- |
| 1    | Italie   | 22  | 8 | 7 | 1 | 0 | 38 | 3  | +35  |  | Arménie                    |     | 0-4 | 0-8 | 0-3 | 1-5 |
| 2    | Finlande | 19  | 8 | 6 | 1 | 1 | 25 | 6  | +19  |  | Finlande                   | 7-0 |     | 1-3 | 4-1 | 4-1 |
| 3    | Portugal | 12  | 8 | 4 | 0 | 4 | 17 | 10 | +7   |  | Italie                     | 7-0 | 1-1 |     | 2-0 | 6-0 |
| 4    | Slovénie | 6   | 8 | 2 | 0 | 6 | 7  | 27 | -20  |  | Portugal                   | 7-0 | 0-1 | 1-3 |     | 1-0 |
| 5    | Arménie  | 0   | 8 | 0 | 0 | 8 | 1  | 42 | -41  |  | Slovénie                   | 1-0 | 0-3 | 0-8 | 0-4 |     |

L'Italie est qualifiée pour le second tour.

### Groupe 8
| Rang | Équipe         | Pts | J | G | N | P | Bp | Bc | Diff |  | Résultats (▼ dom., ► ext.) |      |     |     |     |     |
| ---- | -------------- | --- | - | - | - | - | -- | -- | ---- |  | -------------------------- | ---- | --- | --- | --- | --- |
| 1    | Suède          | 22  | 8 | 7 | 1 | 0 | 36 | 3  | +33  |  | Azerbaïdjan                |      | 0-0 | 2-1 | 0-5 | 0-3 |
| 2    | Tchéquie       | 13  | 8 | 4 | 1 | 2 | 19 | 6  | +13  |  | Belgique                   | 11-0 |     | 2-3 | 0-3 | 1-4 |
| 3    | Belgique       | 10  | 8 | 3 | 1 | 4 | 18 | 13 | +5   |  | Pays de Galles             | 15-0 | 0-1 |     | 2-0 | 0-5 |
| 4    | Pays de Galles | 9   | 8 | 3 | 0 | 5 | 23 | 16 | +7   |  | Tchéquie                   | 8-0  | 1-2 | 2-1 |     | 0-1 |
| 5    | Azerbaïdjan    | 4   | 8 | 1 | 1 | 6 | 2  | 60 | -58  |  | Suède                      | 17-0 | 2-1 | 5-1 | 0-0 |     |

La Suède est qualifiée pour le second tour.

## 2etour
Rencontres à élimination directe en matchs aller-retour.
| Équipe 1   | Score       | Équipe 2   | Date                                        |
| ---------- | ----------- | ---------- | ------------------------------------------- |
| France     | 0 - 0       | Italie     | le 11 septembre 2010 (20 h 45) à Besançon   |
| Italie     | 2 - 3       | France     | le 15 septembre 2010 (15 h) à Gubbio        |
|            |             |            |                                             |
| Angleterre | 2 - 0       | Suisse     | le 12 septembre 2010 (20 h 05) à Shrewsbury |
| Suisse     | 2 - 3       | Angleterre | le 16 septembre 2010 (19 h) à Wohlen        |
|            |             |            |                                             |
| Ukraine    | 0 - 1       | Norvège    | le 11 septembre 2010 (17 h) à Chernigov     |
| Norvège    | 2 - 0       | Ukraine    | le 15 septembre 2010 (18 h) à Bekkestua     |
|            |             |            |                                             |
| Suède      | 2 - 1       | Danemark   | le 11 septembre 2010 (16 h) à Göteborg      |
| Danemark   | 2 - 2 a. p. | Suède      | le 16 septembre 2010 (18 h 30) à Vejle      |

Directement qualifiées pour la phase finale :  France,  Angleterre,  Norvège,  Suède
Barragistes :  Italie,  Suisse,  Ukraine,  Danemark

L' Italie remporte les barrages de la zone Europe et rencontre en barrage intercontinental les États-Unis.

## Meilleures buteuses
| Pos | Joueur                    | Pays     | Buts |
| --- | ------------------------- | -------- | ---- |
| 1   | Adriana                   | Espagne  | 16   |
| 2   | Gaëtane Thiney            | France   | 11   |
| 3   | Margrét Lára Viðarsdóttir | Islande  | 10   |
| 4   | Johanna Rasmussen         | Danemark | 9    |
| 4   | Isabell Lehn Herlovsen    | Norvège  | 9    |
| 4   | Marie-Laure Delie         | France   | 9    |
| 7   | Sylvia Smit               | Pays-Bas | 8    |
| 7   | Patrizia Panico           | Italie   | 8    |
| 7   | Pamela Conti              | Italie   | 8    |
| 10  | Sonia                     | Espagne  | 7    |
| 10  | Cathrine Paaske-Sørensen  | Danemark | 7    |
| 10  | Hólmfríður Magnúsdóttir   | Islande  | 7    |
| 10  | Melania Gabbiadini        | Italie   | 7    |
| 10  | Laura Österberg Kalmari   | Finlande | 7    |
| 10  | Agnieszka Winczo          | Pologne  | 7    |